# Rozszczepka śnicianka
Rozszczepka śnicianka (Hypena proboscidalis) – gatunek motyla z rodziny mrocznicowatych.
Motyl o rozpiętości skrzydeł od 27 do 38 mm, a według innego źródła od 40 do 45 mm. Charakteryzują go długie, wystające daleko przed głowę głaszczki wargowe. Przednie skrzydła ma brązowe o ostrych wierzchołkach, tylne zaś duże, szarobrązowe, o zaokrąglonych krawędziach. Na przednich skrzydłach ponadto obecne S-kształtne, czerwono zakończone linie. Gąsienica ma długie, zielone ciało z żółtymi pierścieniami i jasnymi plamkami.
Gąsienice żerują na pokrzywie zwyczajnej, jasnotach, chmielu zwyczajnym, babkach, podagrycznikach i czyśćcach.
Owad eurazjatycki, znany z całej Polski.